# NGC 3232
NGC 3232 – para galaktyk znajdująca się w gwiazdozbiorze Małego Lwa. Odkrył ją Heinrich Louis d’Arrest 29 grudnia 1861 roku. Tworzą ją dwie, prawdopodobnie zderzające się galaktyki: spiralna z poprzeczką PGC 30508 oraz soczewkowata PGC 3080163. Odległość do tej pary szacuje się na około 290 milionów lat świetlnych.